# 以色列封锁加沙地带
以色列封锁加沙地带是指哈马斯2007年控制加沙地带後，以色列對加沙地帶實施的封鎖，进出加沙地带的货物和人员流动受到以色列限制。與加沙地帶接壤的埃及支持以色列的封鎖。 從海上和空中進出加沙地帶的自由也受到限制。以色列国防军严格控制以色列和加沙地带之间过境点区域内的通行，并封锁了与加沙交界的地区。能进出加沙地帶的口岸只有三个，其中两个由以色列控制（埃雷兹口岸），一个由埃及控制（拉法口岸）。 
有人权组织反對以色列封锁加沙地帶，人權組織認為以色列是在對加沙地帶的人民實施集体惩罚，因为加沙地帶人民的必需品受限，這加劇了當地的经济困难，加沙居民的行动自由也受到限制。  加沙地帶也因此被稱為“露天监狱”。 
以色列方面則表示，為保护自己免受巴勒斯坦恐怖主義以及火箭彈袭击，并防止军民两用物品进入加沙地帶，必須對加沙地帶實施封锁。 

## 歷史
以色列早在1991年起就已經限制加沙地帶的人口流動，2005年至2006年期間，加沙地帶又在一定程度上受到以色列的封鎖。 2007年加沙之戰結束後，哈马斯控制加沙地带，以色列就对加沙实行无限期封锁。作为回应，哈马斯向以色列发射了数千枚火箭弹（巴勒斯坦對以色列的火箭彈襲擊）。 
2008年加沙戰爭结束后，以色列允许有限数量的医疗人道救援物资进入加沙。红十字国际委员会表示封锁破坏了加沙经济，使加沙的医疗状况持续恶化。以色列國家安全局局长尤瓦尔·迪斯金（Yuval Diskin）表示他并不反对放松贸易限制，但他认为西奈的走私隧道以及加沙地带的开放港口威胁了以色列的安全。迪斯金认为，哈马斯和杰哈德已经走私了“5,000多枚射程达40公里的火箭弹”。有些火箭弹射程甚至能远至特拉维夫市区。以色列总理办公室发言人马克·雷格夫（Mark Regev）表示以色列的做法是“制裁”而非封锁，但联合国近东巴勒斯坦难民救济和工程处的一名加沙法律顾问称封锁是“不符合国际法的行为”。
面对国际上日益高涨的要求放松或解除封锁的呼声，埃及和以色列从2010年6月起放松了限制。埃及部分开放了拉法口岸，埃及外交部清楚表示过境点的开放主要是为人员通行，不能运送物資。以色列宣布将允许严格意义上的民用物品进入加沙，但要防止某些武器和具有軍民兩用物品进入加沙地带。2010年7月，時任英国首相大卫·卡梅伦对封锁表示谴责，他说：“人道物资和救援人员必须能够双向通行。加沙不能也绝不应成为集中营。”作为回应，以色列驻伦敦使馆发言人表示：“加沙人民是恐怖组织哈马斯的囚犯。哈马斯的统治和行动重点直接导致了加沙局势。”阿拉伯联盟指责以色列发动了一场经济战争。
2011年5月28日，埃及开放了与加沙地带陆路相连的拉法口岸。